# François-Alexandre Devaux
François-Alexandre Devaux, né le 24 février 1840 à Fécamp et mort le 16 août 1904 à Rouen, est un sculpteur français.

## Biographie
François-Alexandre Devaux naît le 24 février 1840 à Fécamp.
Il est le fils de Jean Hilaire Devaux, maréchal, et de Victoire Clémentine Devaux, cultivatrice.
Officier d'Académie, il est professeur à l'École régionale des beaux-arts de Rouen. Il enseigne également le modelage à la Société libre d'émulation de la Seine-Inférieure.
Il épouse en 1882, à Rouen, Marie Armandine Leprêtre. Leur fils Auguste Devaux sera également sculpteur.
Il meurt à son domicile de Rouen, avenue du Cimetière-Monumental, le 16 août 1904.

## Distinctions
- Officier d'académie (1891).

## Réalisations
- Fronton de la Bourse du Havre
- Monument de Louis Bouilhet à Cany
- Monument du Docteur Dupray
- Monument de Louis Brune à Rouen (1887)[4],[5]
- Buste du docteur Alfred Caron à Bihorel (1898)